# Джордж (река)
Джордж (фр. Rivière George) — река на полуострове Лабрадор в провинции Квебек (Канада).

## География

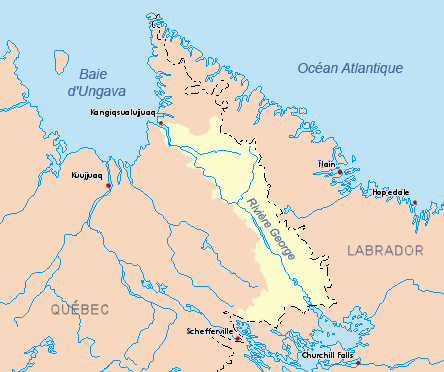
Бассейн реки Джордж

Берёт своё начало в озере Дженьер на высоте 488 метров в 175 км к востоку от Шеффервилла, севернее водохранилища Смоллвуд. Течёт в северном направлении. Впадает в залив Унгава в 18 км к северо-западу от посёлка Кангиксуалуджуак. Длина реки составляет 565 км, а площадь бассейна равна 41 700 км². Южная и восточная граница бассейна реки практически совпадает с границей между провинциями Квебек и Ньюфаундленд и Лабрадор. Река зарождается среди мелководных озёр и болот, соединённых порожистыми протоками. От своего истока до впадения в длинное и узкое озеро Индиан-Хаус (длиной 60 км) река изобилует порогами и перекатами, после озера течение реки несколько замедляется. Последние 40 километров своего пути река испытывает влияние приливов в заливе Унгава. Главные притоки — реки Форд и Де-Пас. В бассейн реки входит множество озёр, в том числе и озеро Гоэлан. Река, суровая и красивая, мощная и стремительная, опасна для сплава, особенно для новичков, но тем не менее остаётся популярным маршрутом у каноистов.

## История
На языке инуктитут название реки звучит как Kangirsualujjuap Kuunga (река большой бухты), на языке наскапи — Mushuan Shipu (река без деревьев), на языке инну — Metsheshu Shipu (река орла). Своё нынешнее наименование река Джордж получила 12 августа 1811 года, когда 2 миссионера из числа Моравских братьев — Бенджамин Готтлиб Кохлмейстер и Джордж Кмоч назвали реку в честь английского короля Георга III, который в 1769 году выделил моравским братьям земли на побережье Лабрадора для постоянного проживания.
Зимой 1839—1840 года Компания Гудзонова залива основала торговую факторию Форт-Триал на восточном берегу озера Индиан-Хаус, однако фактория просуществовала только до 15 июня 1842. Озеро Индиан-Хаус также носило название Озеро Эрландсон по фамилии сотрудника Компании Гудзонова залива, первым из европейцев добравшемуся по суше от Гудзонова пролива до Атлантического океана.
Реку Джордж часто ассоциируют с неудачной экспедицией Леонидаса Хаббарда 1903 года и последующими успешными экспедициями на каноэ Мины Хаббард и Диллона Уоллеса 1905 года и экспедицией Хескета Причарда 1910 года.

## Галерея фотографий

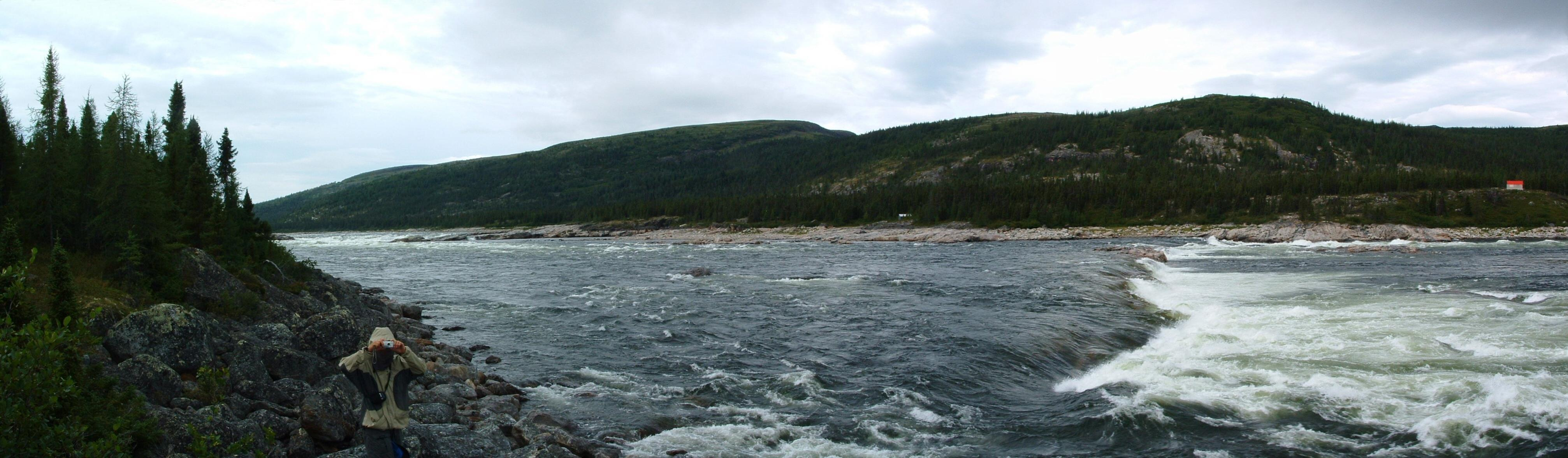
Река Джордж
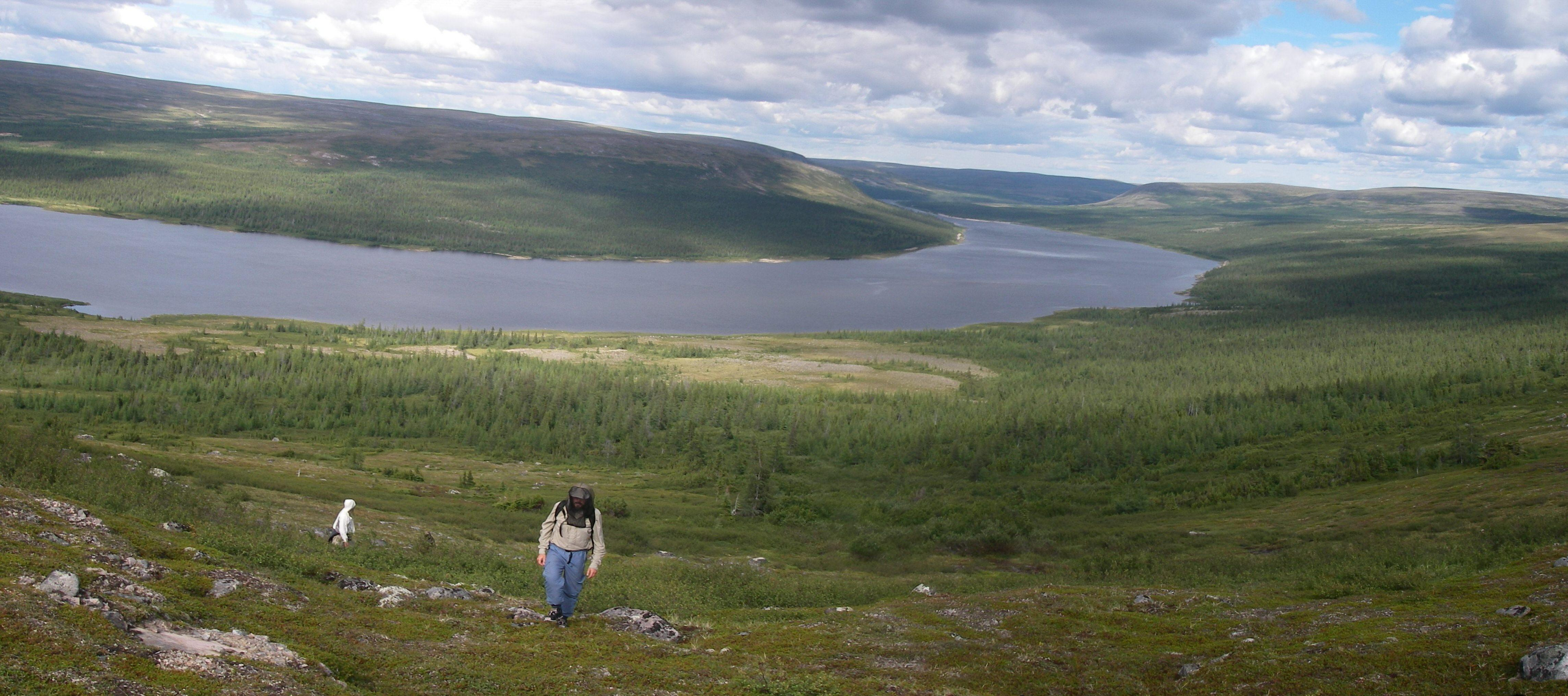
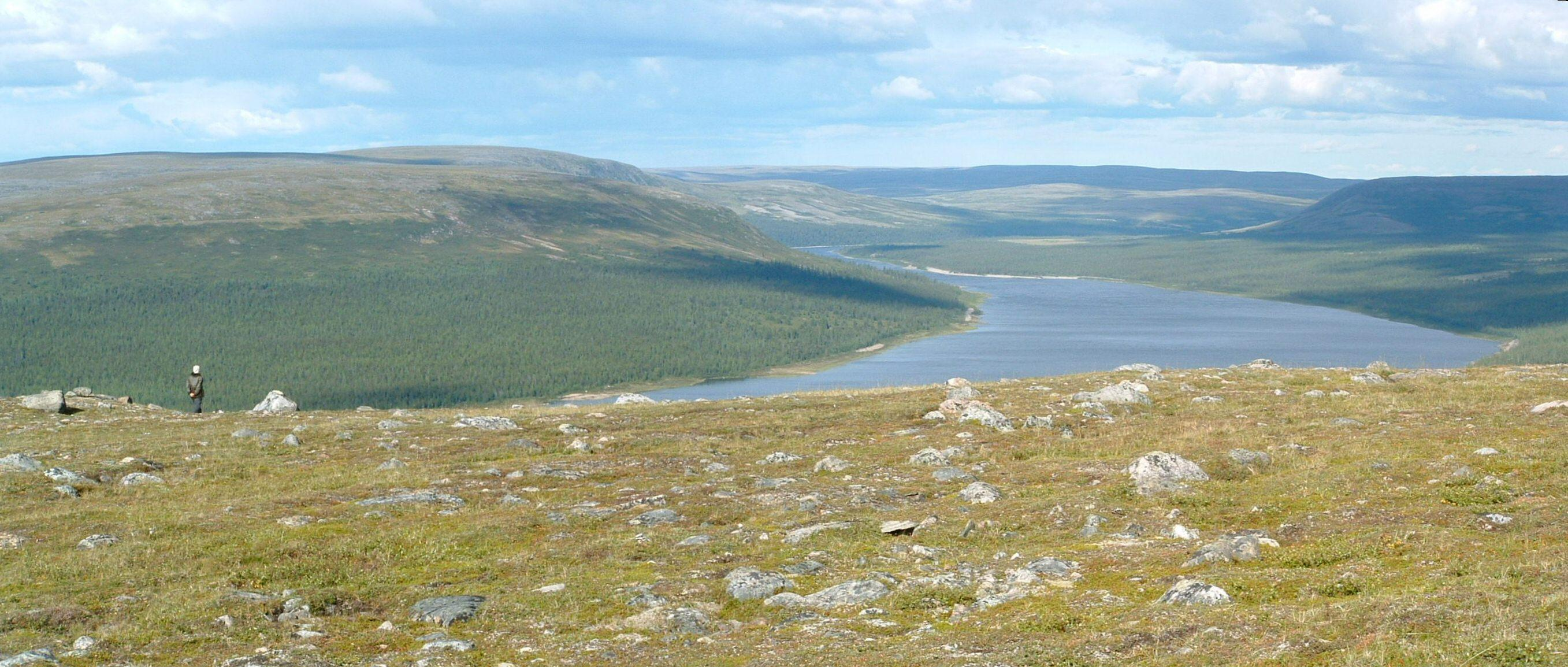
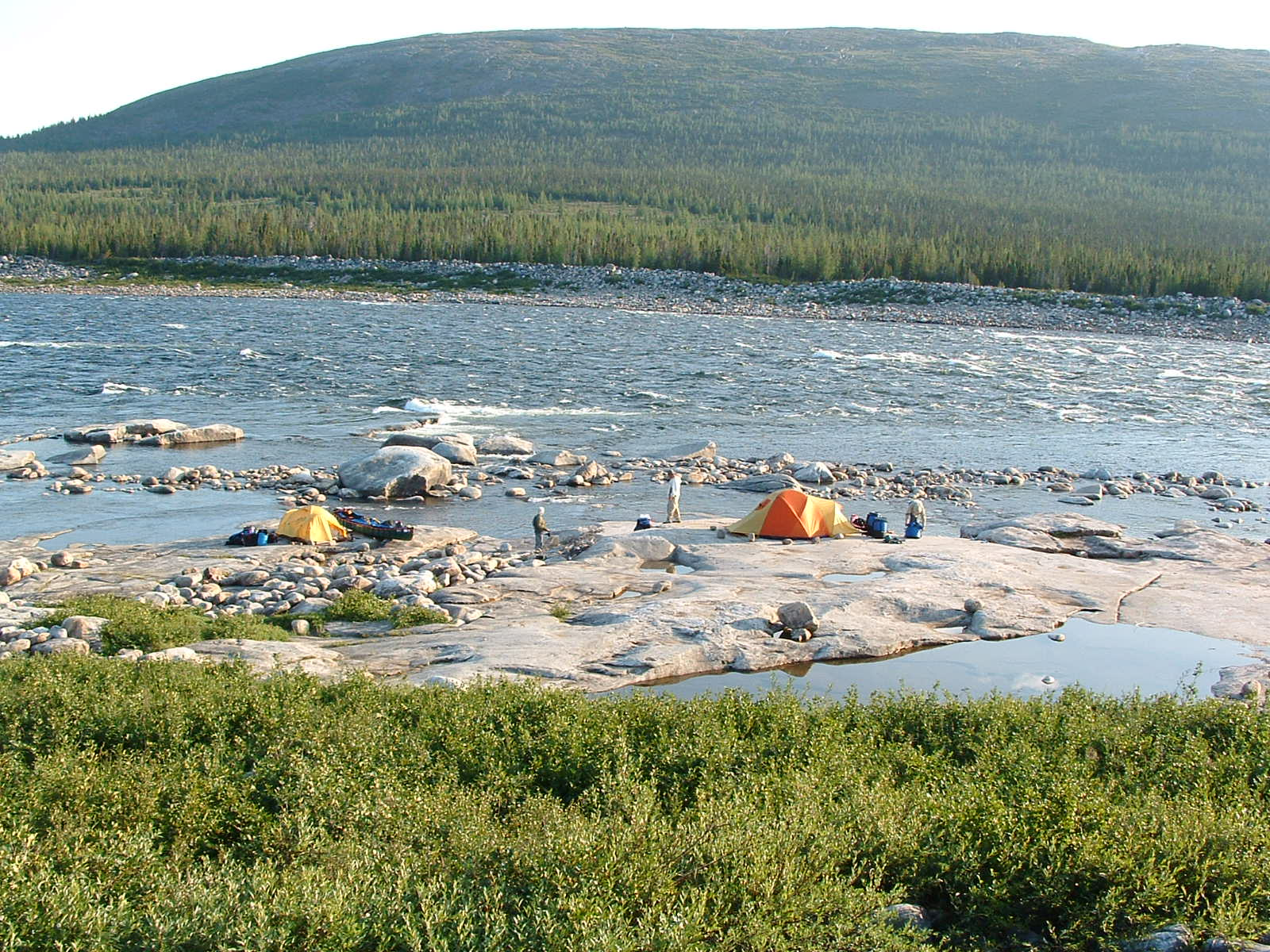
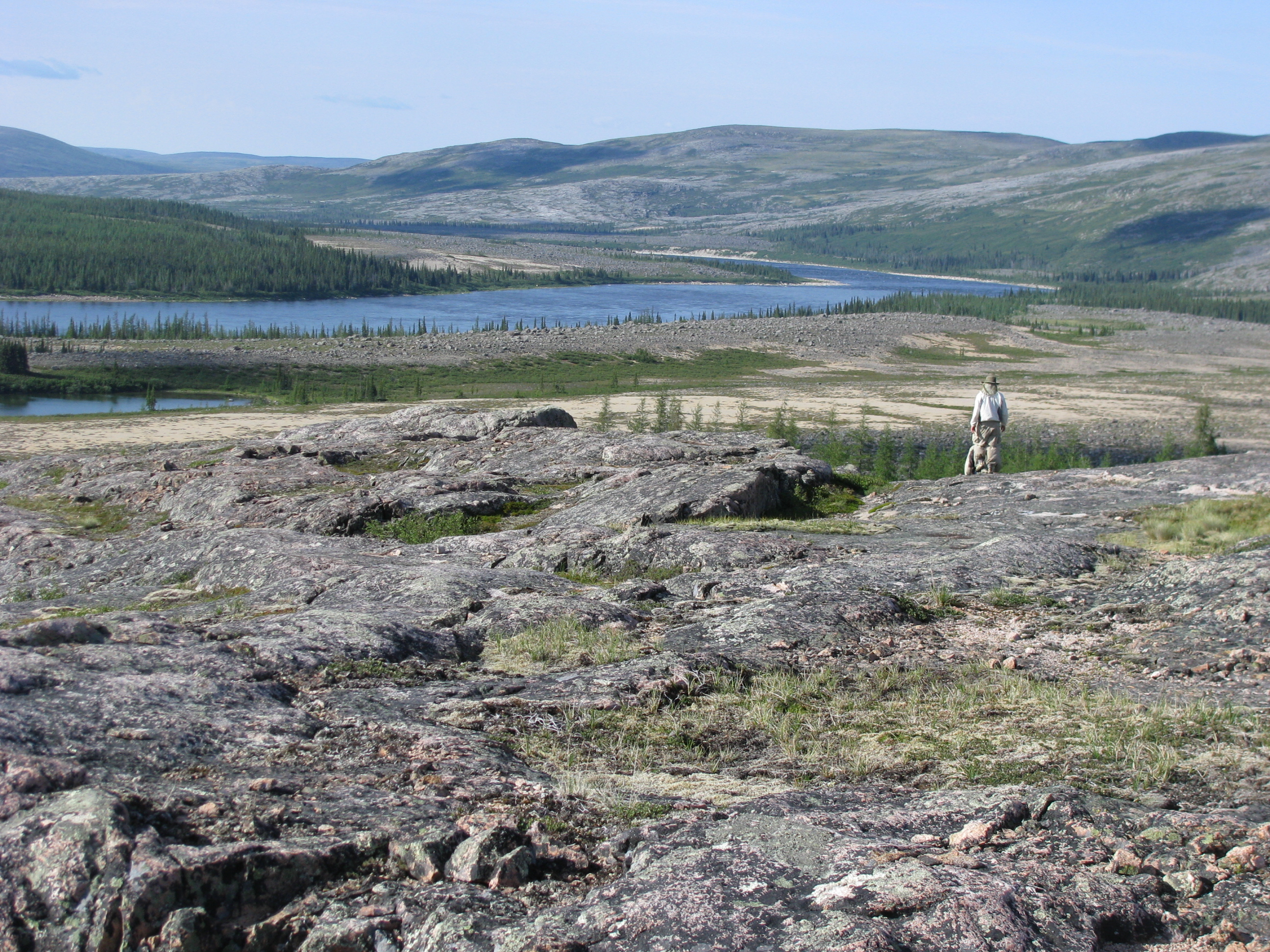
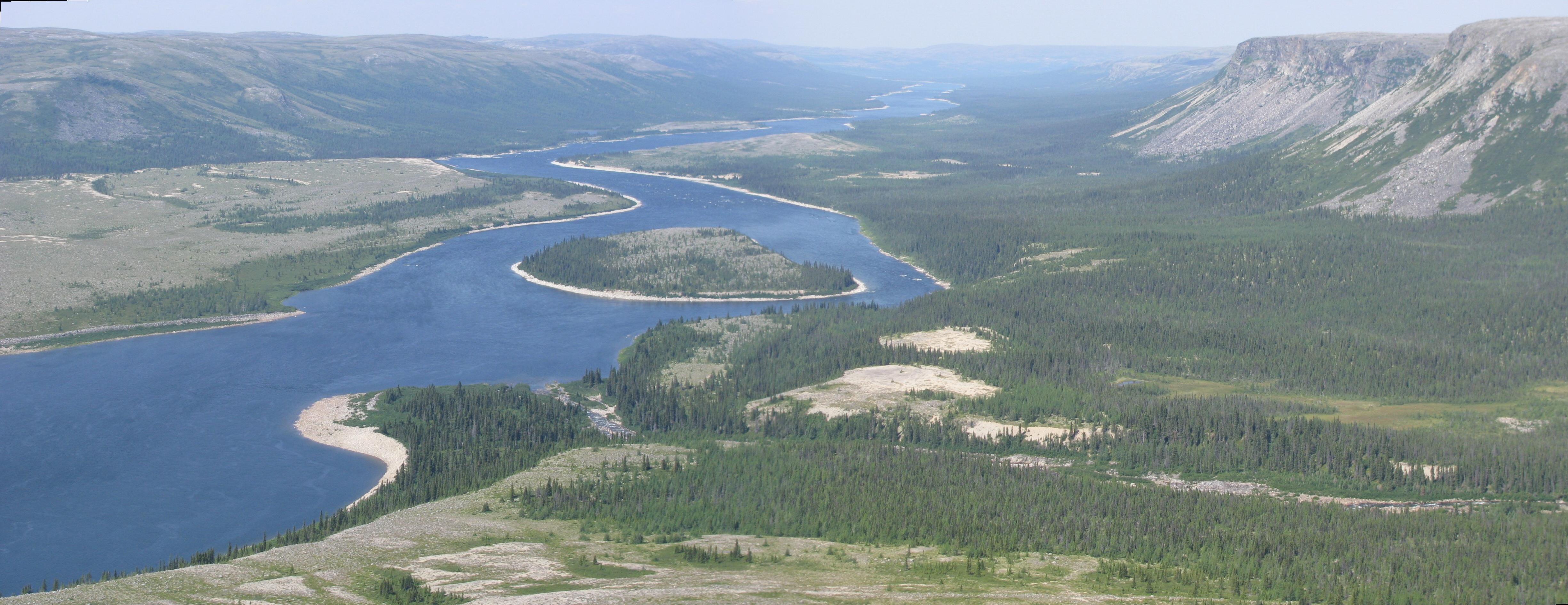
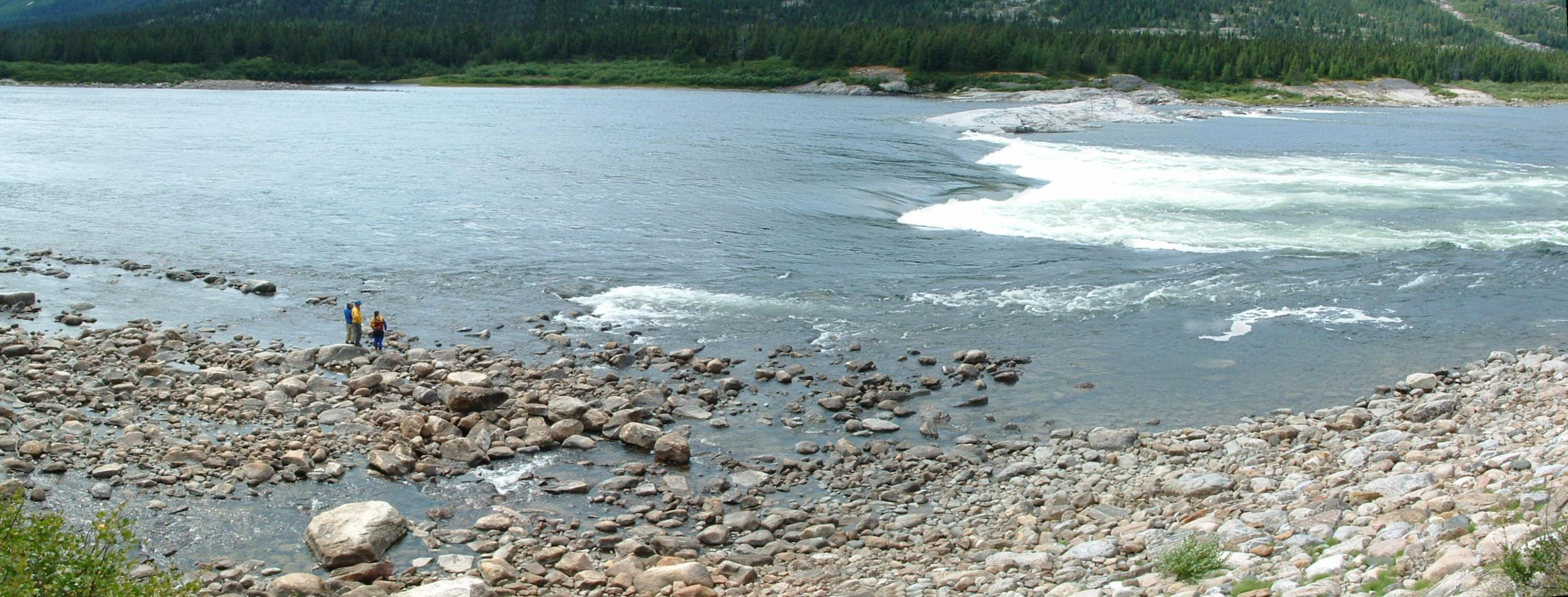
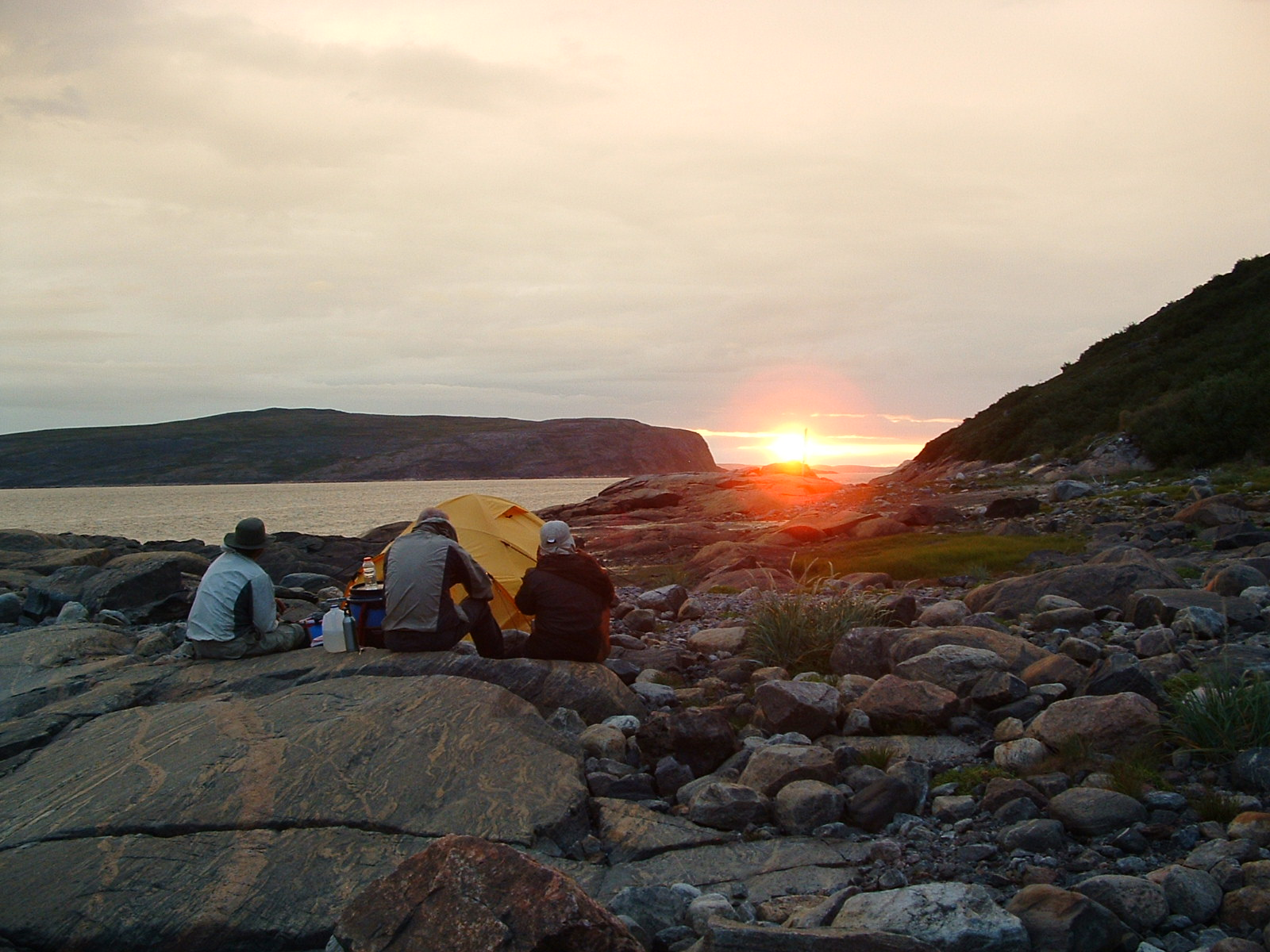
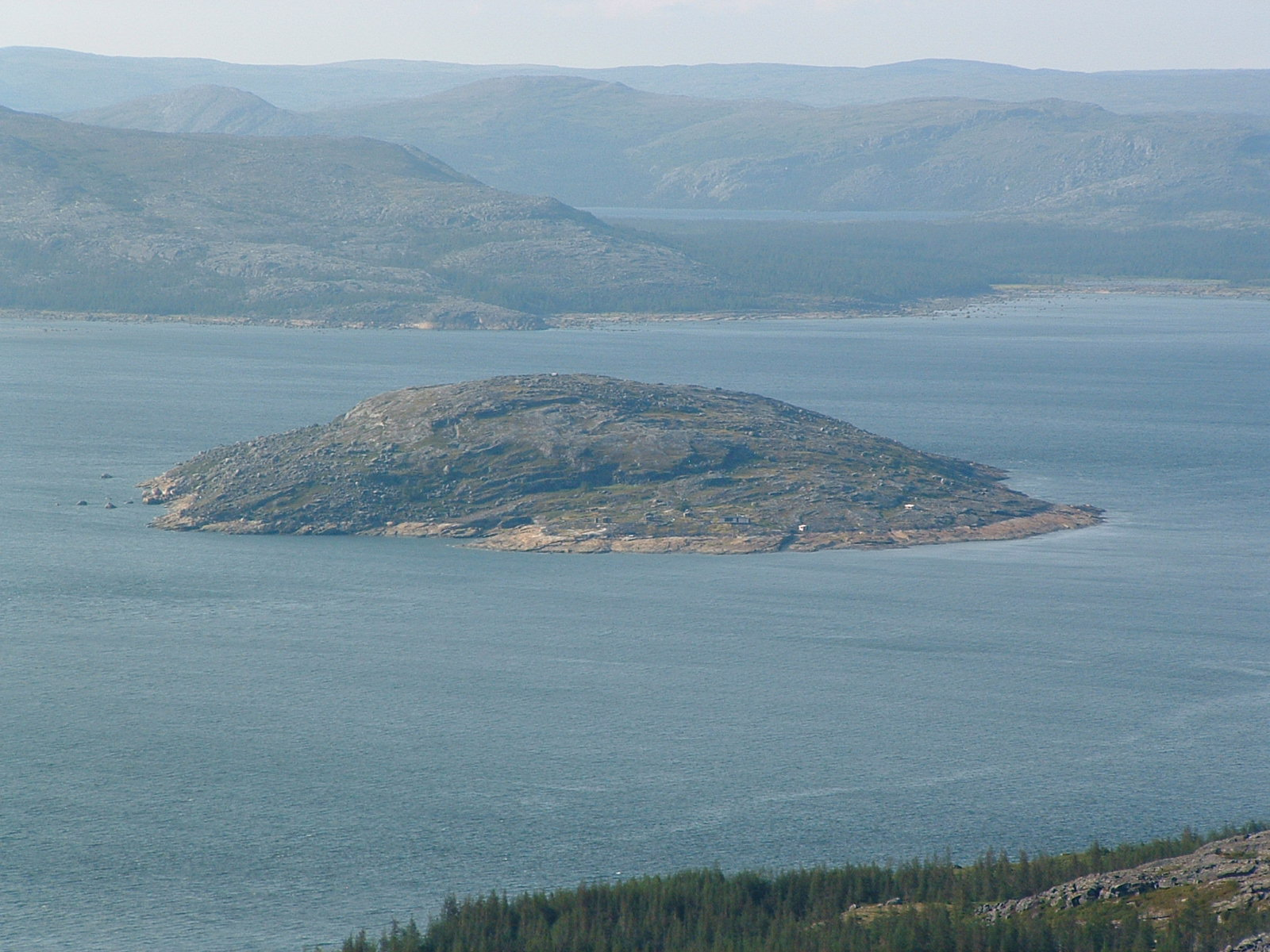
Остров Форд
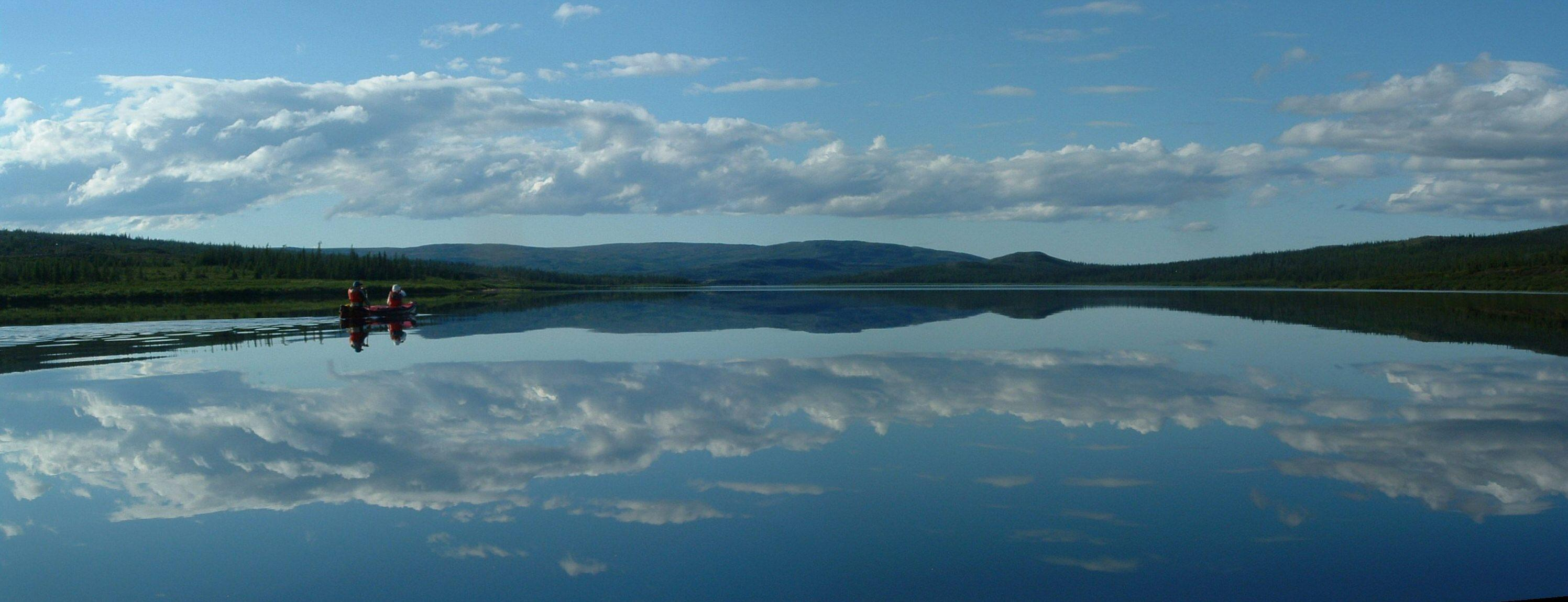
Озеро Индиан-Хаус
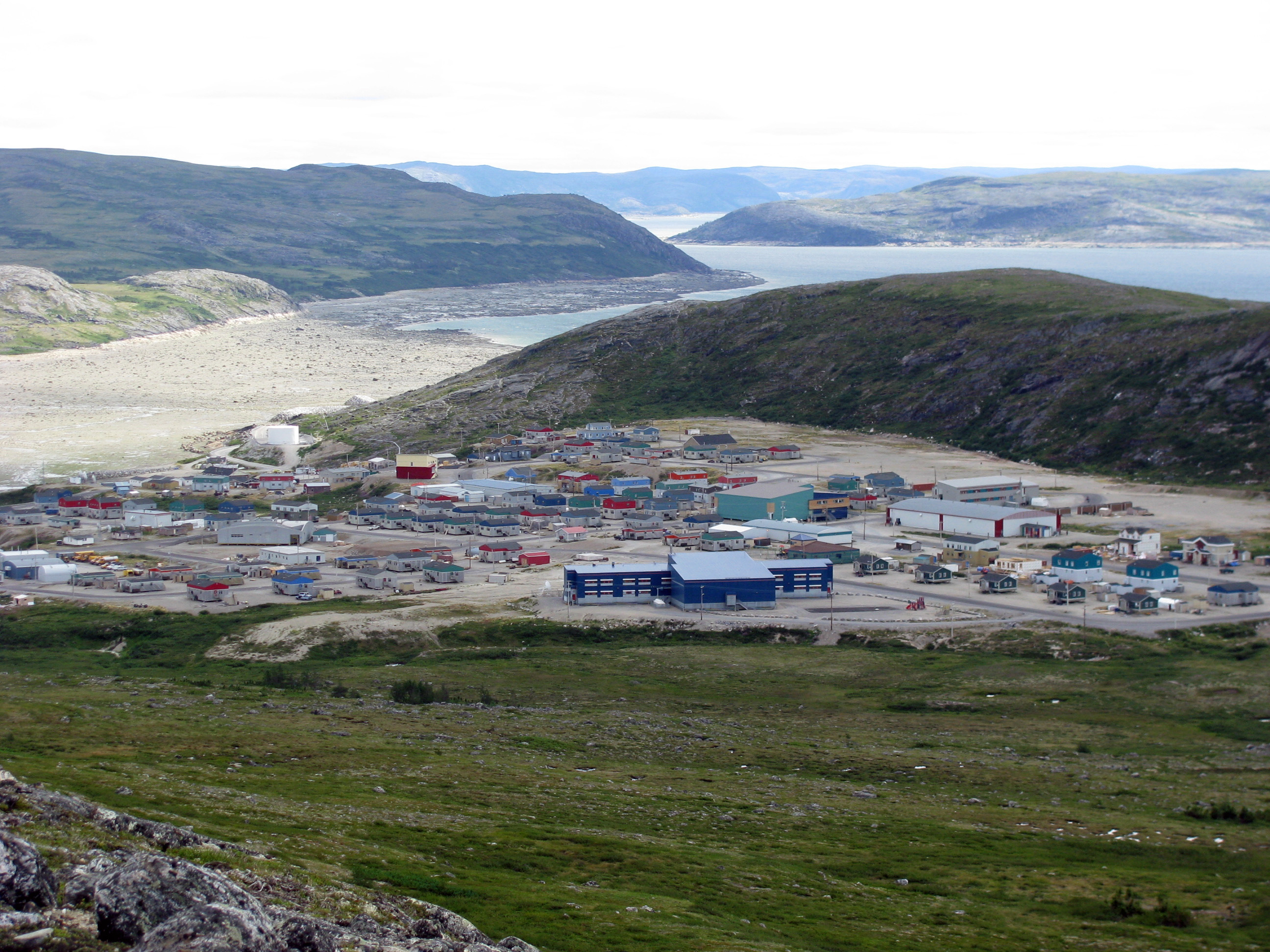
Вид на Кингиксуалуджуак